# Archipel Argentine
L'archipel Argentine ou îles Argentine est un groupe d'îles de la péninsule Antarctique, situé dans l'archipel Wilhelm, à 5 milles marins au sud-ouest de l'île Petermann et à 4 milles au nord-ouest du cap Tuxen. Découvert par la première expédition française en Antarctique conduite par Jean-Baptiste Charcot, qui s'est déroulée du 31 août 1903 au 4 mars 1905. J.B. Charcot  l'a nommé en hommage à l'Argentine qui l'avait aidé dans la réalisation de son expédition.